# 230년

## 연호
- 위(魏) 태화(太和) 4년
- 촉(蜀) 건흥(建興) 8년
- 오(吳) 황룡(黃龍) 2년

## 기년
- 위(魏) 명제(明帝) 4년
- 촉(蜀) 후주(後主) 8년
- 오(吳) 대제(大帝) 9년
- 신라(新羅) 내해 이사금(奈解泥師今) 35년 / 조분 이사금(助賁泥師今) 원년
- 고구려(高句麗) 동천왕(東川王) 4년
- 백제(百濟) 구수왕(仇首王) 17년

## 사건
- 신라, 조분 이사금이 즉위하였고, 연충(連忠)을 이찬(伊飡)으로 삼고 군사와 국사를 맡겼다.

## 사망
- 신라(新羅) 내해 이사금(奈解泥師今)
- 중국 위나라의 명군 종요
- 중국 촉나라 장비의 아들 장포

## 참고 문헌
- 김부식 (1145). 〈권02 조분 이사금 條〉. 《삼국사기》.